# Mielopatia degenerativa
Mielopatia degenerativa é uma doença neurológica degenerativa que afecta cães a partir da idade adulta. Aparece como perda da coordenação dos movimentos progressiva paralisia incompleta e debilidade dos membros posteriores. Os cães pastores alemães apresentam a doença com maior freqüência que outras raças de médio e grande porte, sugerindo uma predisposição genética. Ocorre mais em machos que em fêmeas.